# 氧头孢烯

拉氧头孢

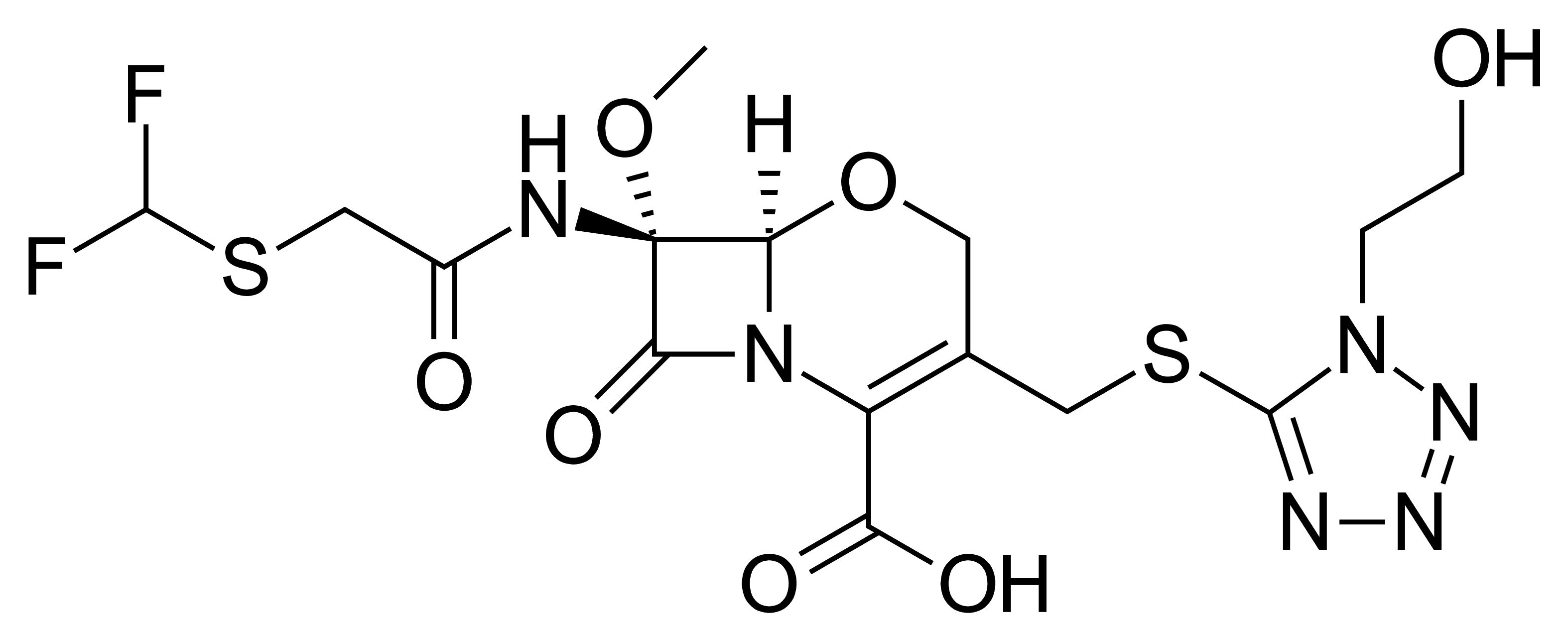
氟氧头孢

氧头孢烯（英語：Oxacephem）是一类抗生素，和头孢烯结构上类似，不过5号位置的硫原子由氧原子取代。例子包括拉氧头孢和氟氧头孢。